# Volóci járás
A Volóci járás (ukránul: Воловецький район, magyar átírásban: Voloveckij rajon) egykori közigazgatási egység Ukrajna Kárpátontúli területén 1946–2020 között. Kárpátalja északnyugati részén helyezkedett el; délről az egykori Szolyvai, nyugatról a Perecsenyi és a Nagybereznai járásokkal, északról a Lvivi területtel volt határos. Székhelye Volóc volt.
1953-ban szervezték meg, elődjének tekinthető azonban az egykori Bereg vármegye Alsóvereckei járása. 
A 2020. júliusi ukrajnai közigazgatási reform során megszüntették; területét beolvasztották a Munkácsi járásba.

## Története
A Volóci járás a népvándorlás során vált fontos tranzithellyé, mivel itt található a Vereckei-hágó, amelyen keresztül biztonságos átjutás lehetséges a Kárpátokon túlról a Kárpát-medence felé.
A honfoglaló magyarok egy nagy része is itt lépett az új haza földjére. Később innen indultak a különböző Árpád-házi királyok halicsi hadjáratai is. Az egyfajta keletre való nyitottságnak azonban negatív következménye is vannak, a térség amúgy is gyéren lakott falvai a rendszeres kijevi, halicsi és tatár támadások áldozatául esett.
Az első írásos említések Volócról a 15. század körül jelentek meg, amikor is a Perényi család birtokát képezte, majd a 17. században a munkácsi domíniumhoz, 1728-ban pedig Schönbornhoz került.
A Volóci járást jelenlegi formájában 1953-ban szervezték meg, elődjének tekinthető azonban az egykori Bereg vármegye Alsóvereckei járása, melynek területe lényegében azonos volt a mai Volóci járáséval.
Az Alsóvereckei járás 1904-ben vált ki a Szolyvai járásból, a csehszlovák uralom alatt 1928-ig tovább működött, majd beolvadt a Szolyvai járásba. Területe 1939-től Kárpátalja egészével ismét Magyarországhoz került és 1941-ben lett újra önálló járás a Beregi közigazgatási kirendeltségen belül.
Kárpátalja Szovjetunióhoz csatolása után került a járási székhely Alsóvereckéről a vasúttal rendelkező Volócra, azóta a járás területe változatlan, de az 1960-as évek első felében, a szovjet közigazgatás teljes átszervezése (átmeneti felforgatása) alatt néhány évre ismét beolvadt a Szolyvai járásba.

## Gazdaság
A térség, habár nem tartozik a fejlett területek közé, kis túlzással kiváló infrastruktúrával rendelkezik. A legfontosabb vasút- és közútvonal, kőolaj- és villanyvezetékek mind itt lépnek át a Kárpátokon.
A járás lakói leginkább állattenyésztéssel és burgonyatermesztéssel foglalkoznak. Továbbá a járásban pár építő- és élelmiszeripari cég működik. Megjelenőben van még a gyógy- és hegyi turizmus is.

## Népesség
A volóci járásban elsősorban ukránok és ruszinok (98%) élnek. A környék ukrán lakossága alkotja a bojkók csoportját Kárpátalján. A második legnagyobb nemzetiség az oroszoké (1,3%).

## Közigazgatási beosztás, települések

### Közigazgatási beosztás

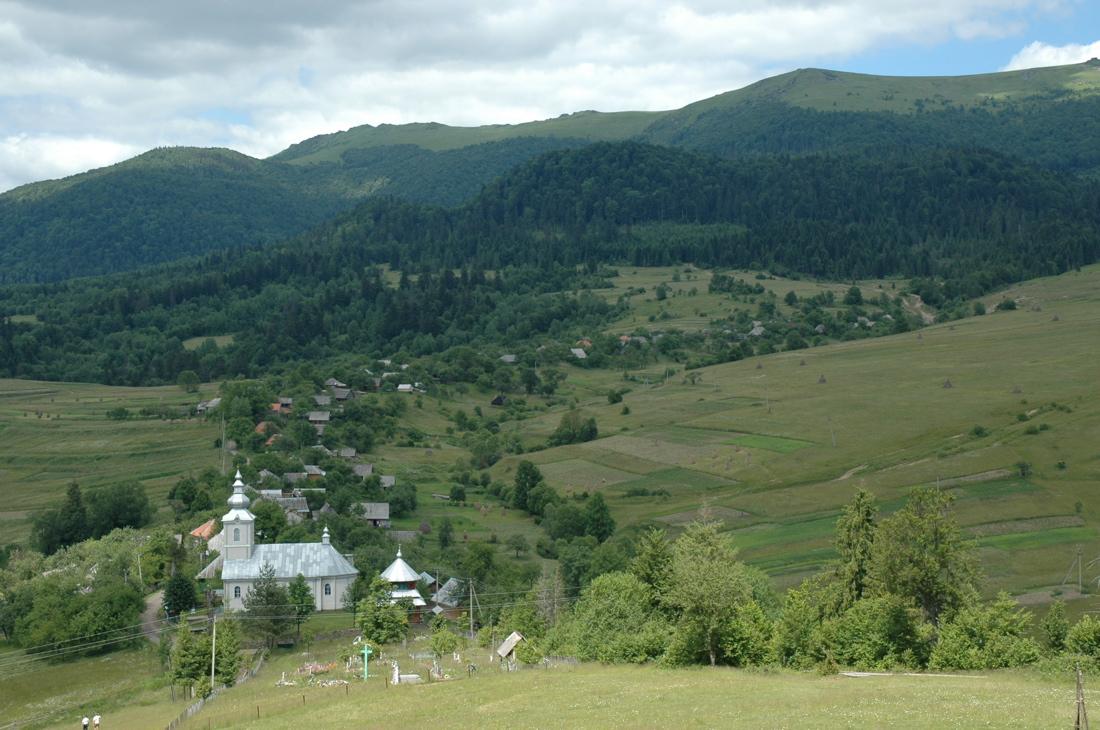
Beregsziklás látképe

A Volóci járás területén található 26 település 15 helyi tanácshoz tartozik, melyek közül kettő városi jellegű települési tanács, a többi községi tanács. A tanácsok főbb adatait az alábbi táblázat foglalja össze.
| Magyarosított név (1918) | Magyar név (1944) | Ukrán név (cirill betűkkel) | Ukrán név (átírva) | Rang                      | Települések száma | Népesség (fő, 2001) | Terület (km²) |
| ------------------------ | ----------------- | --------------------------- | ------------------ | ------------------------- | ----------------- | ------------------- | ------------- |
| Szarvasháza              | Zsdenyova         | Жденіэво                    | Zsdenyijevo        | városi jellegű települési | 2                 | 1349                | 54            |
| Volóc                    | Volóc             | Воловець                    | Volovec            | városi jellegű települési | 2                 | 5970                | 118           |
| Ábránka                  | Ábránka           | Абранка                     | Abranka            | községi                   | 1                 | 589                 | 24            |
| Alsóhatárszeg            | Nagyrosztoka      | Розтока                     | Roztoka            | községi                   | 3                 | 1264                | 54            |
| Alsóverecke              | Alsóverecke       | Нижні Ворота                | Nizsnyi Vorota     | községi                   | 2                 | 2919                | 21            |
| Bagolyháza               | Bilaszovica       | Біласовиця                  | Bilaszovicja       | községi                   | 2                 | 1115                | 30            |
| Beregbárdos              | Oroszbukóc        | Буковець                    | Bukovec            | községi                   | 1                 | 598                 | 17            |
| Beregsziklás             | Serbóc            | Щербовець                   | Scserbovec         | községi                   | 2                 | 404                 | 26            |
| Csendes                  | Tiszova           | Тишів                       | Tisiv              | községi                   | 2                 | 961                 | 21            |
| Felsőverecke             | Felsőverecke      | Верхні Ворота               | Verhnyi Vorota     | községi                   | 1                 | 2258                | 19            |
| Kisszolyva               | Szkotárszka       | Скотарське                  | Szkotarszke        | községi                   | 1                 | 1413                | 30            |
| Timsor                   | Timsor            | Лази                        | Lazi               | községi                   | 1                 | 1024                | 10            |
| Verebes                  | Verbiás           | Вербьяж                     | Verbjazs           | községi                   | 2                 | 2003                | 30            |
| Vezérszállás             | Pudpolóc          | Підполоззя                  | Pidpolozzja        | községi                   | 3                 | 1498                | 50            |
| Zúgó                     | Hukliva           | Гукливий                    | Huklivij           | községi                   | 1                 | 2109                | 38            |

### Települések
A Volóci járás területén 26 település található, közülük kettő városi jellegű település, a többi község. A települések főbb adatait az alábbi táblázat foglalja össze.
| Magyarosított név (1918) | Magyar név (1944) | Ukrán név (cirill betűkkel) | Ukrán név (átírva)  | Rang     | Tanács székhelye | Népesség (fő, 2001) | Népesség (fő, 1941) | Népesség (fő, 1910) |
| ------------------------ | ----------------- | --------------------------- | ------------------- | -------- | ---------------- | ------------------- | ------------------- | ------------------- |
| Ábránka                  | Ábránka           | Абранка                     | Abranka             | ö.t.k.   | -                | 589                 | 526                 | 348                 |
| Alsóhatárszeg            | Nagyrosztoka      | Розтока                     | Roztoka             | k.t.szh. | helyben          | 483                 | 804                 | 592                 |
| Alsóverecke              | Alsóverecke       | Нижні Ворота                | Nizsnyi Vorota      | k.t.szh. | helyben          | 2504                | 2353                | 1935                |
| Bagolyháza               | Bilaszovica       | Біласовиця                  | Bilaszovicja        | k.t.szh. | helyben          | 516                 | 507                 | 355                 |
| Beregbárdos              | Oroszbukóc        | Буковець                    | Bukovec             | ö.t.k.   | -                | 598                 | 754                 | 564                 |
| Beregsziklás             | Serbóc            | Щербовець                   | Scserbovec          | k.t.szh. | helyben          | 251                 | 425                 | 386                 |
| Csendes                  | Tiszova           | Тишів                       | Tisiv               | k.t.szh. | helyben          | 517                 | 503                 | 396                 |
| Felsőgereben             | Felsőhrabonica    | Верхня Грабівниця           | Verhnya Hrabivnicja | tsk.     | Vezérszállás     | 422                 | 587                 | 577                 |
| Felsőverecke             | Felsőverecke      | Верхні Ворота               | Verhnyi Vorota      | ö.t.k.   | -                | 2258                | 1885                | 1410                |
| Hidegrét                 | Páskóc            | Пашківці                    | Paskivci            | tsk.     | Beregsziklás     | 153                 | 128                 | 91                  |
| Izbonya                  | Zbún              | Збини                       | Zbini               | tsk.     | Szarvasháza      | 221                 | 159                 | 129                 |
| Jávor                    | Jalova            | Ялове                       | Jalove              | tsk.     | Vezérszállás     | 278                 | 242                 | 133                 |
| Kanora                   | Kanora            | Канора                      | Kanora              | tsk.     | Volóc            | 792                 | 786                 | 647                 |
| Katlanfalu               | Kotilnica         | Котельниця                  | Kotelnicja          | tsk.     | Csendes          | 444                 | 495                 | 404                 |
| Kisszolyva               | Szkotárszka       | Скотарське                  | Szkotarszke         | ö.t.k.   | -                | 1413                | 1335                | 1085                |
| Latorcafő                | Laturka           | Латірка                     | Latyirka            | tsk.     | Bagolyháza       | 599                 | 808                 | 639                 |
| Nagycserjés              | Kicsorna          | Кічерний                    | Kicsernij           | tsk.     | Alsóhatárszeg    | 421                 | 548                 | 376                 |
| Pereháza                 | Perekraszna       | Перехресний                 | Perehresznij        | tsk.     | Alsóhatárszeg    | 360                 | 318                 | 212                 |
| Rákócziszállás           | Rákócziszállás    | Завадка                     | Zavadka             | tsk.     | Verebes          | 1087                | 927                 | 790                 |
| Rekesz                   | Zagyilszka        | Задільське                  | Zagyilszke          | tsk.     | Alsóverecke      | 415                 | 367                 | 334                 |
| Szarvasháza              | Zsdenyova         | Жденієво                    | Zsdenyijevo         | v.j.t.   | helyben          | 1128                | 934                 | 754                 |
| Timsor                   | Timsor            | Лази                        | Lazi                | ö.t.k.   | -                | 1024                | 770                 | 515                 |
| Verebes                  | Verbiás           | Верб'яж                     | Verbjazs            | k.t.szh. | helyben          | 916                 | 999                 | 889                 |
| Vezérszállás             | Pudpolóc          | Підполоззя                  | Pidpolozza          | k.t.szh. | helyben          | 798                 | 408                 | 385                 |
| Volóc                    | Volóc             | Воловець                    | Volovec             | v.j.t.   | helyben          | 5178                | 2295                | 1538                |
| Zúgó                     | Hukliva           | Гукливий                    | Huklivij            | ö.t.k.   | -                | 2109                | 1775                | 1604                |

### 1945 óta megszűnt községek
A járás területén 1944-ben még további hat község létezett a fent felsoroltakon kívül. Ezek az alábbiak voltak 1918-ban, illetve 1944-ben érvényes magyar nevükkel és mai hovatartozásukkal.
| Magyarosított név (1918) | Magyar név (1944) | Hova tartozik | Népesség (fő, 1941) | Népesség (fő, 1910) |
| ------------------------ | ----------------- | ------------- | ------------------- | ------------------- |
| Borzfalva                | Borszucsina       | Bagolyháza    | 132                 | 110                 |
| Felsőhatárszeg           | Kisrosztoka       | Alsóhatárszeg | 406                 | 320                 |
| Medvefalva               | Medvezsa          | Csendes       | 151                 | 113                 |
| Miskafalva               | Miskarovica       | Bagolyháza    | 206                 | 125                 |
| Sebesfalva               | Felsőbisztra      | Katlanfalu    | 244                 | 172                 |
| Újrosztoka               | Újrosztoka        | Verebes       | 390                 | 327                 |